# 郭書瑤
郭 書瑤（グオ・シューヤオ、1990年7月18日-）は、台湾の芸能人である。瑤瑤（ヤオヤオ）というニックネームで知られる。2009年7月現在松山工農電機科夜間部に在学しているが、休学中である。

## 略歴
2007年5月、父親が心筋梗塞で亡くなり、家計を助けるため飲食店でアルバイトを始めた。その後、2008年にモデルとして芸能界入りした。
「オタクキラー」（「宅男殺手」）としての役割の期待から、オンラインゲームの「殺online」のCMキャラクターに採用され、CM内でのセリフ「殺很大（シャーヘンダー）！」が流行語になるなど、童顔巨乳アイドルとして一躍人気となった。
2009年にSeed Music（種子音楽）と契約、同年9月25日にミニアルバム『愛的抱抱』をリリースして歌手デビューした。
2021年、アパレルブランド「Myâme」を設立。

## 出演作品

### 映画
- 2012年：狼が羊に恋するとき - 泡泡 役
- 2014年：更年奇的な彼女
- 2017年：西門に降る童話 - 小虎 役
- 2019年：一吻定情 - 護士長 役
- 2019年：ぼくの人魚姫[6] - 小爛 役

### ドラマ
- 2011年：進め!キラメキ女子 - 劉禹樂 役
- 2012年：ティアモ・チョコレート〜甘い恋のつくり方〜 - 洪希惠(ホン・シーホイ) 役
- 2012年：カノジョの恋の秘密 - 阿喜 役
- 2014年：22K夢想高飛 - 言冒棠 役
- 2014年：徴婚啓事 - 田欣 役
- 2015年：鋼鐵之心 - 笑笑 役
- 2015年：聊齋新編之夜叉國 - 秋蓉 役
- 2016年：原來1家人 - 顔如玉 役
- 2016年：滾石愛情故事-愛我別走 - 錢可萱 役
- 2017年：通靈少女 - 謝雅真 役
- 2017年：アテンションLOVE - 安曉喬 役
- 2018年：人際關係事務所 - 康樂佑 役
- 2019年：通靈少女2 - 謝雅真 役
- 2020年：狼殿下 ‐Fate of Love‐ - 寶娜 役
- 2020年：未來媽媽 - 高家妃 役
- 2021年：最後の雨が降るとき - Malusakadat（梳理） 役

### 番組
- 2008年：中視《數位遊戲王》アシスタント(2008年5月－12月)
- 2009年：中視《數位遊戲王》司会(2009年－)
- 2009年：八大電視《但是又何奈》司会(2009年2月－4月)
- 2009年：東森電視《黄金計程車》司会(2009年－)
- 2022年：衛視中文台《旅跑應援團》司会(2022年)

### ミュージックビデオ
- 2025年　玖壹壹「當我沒愛過」[7]

### CM/イメージキャラクター
- 2008年：雅虎奇摩電玩頻道代言美少女
- 2009年：殺online
- 2009年：白馬馬力夯提神飲料 (拖車篇、網咖篇)
- 2009年：雅虎奇摩帳號安全憑證
- 2009年6月：金門県文化祭代言
- 2022年：台灣彩券[8]
- 2023年：屈臣氏 「千人一塊跳ZUMBA」[9]

## ディスコグラフィ
- 《愛的抱抱（中国語版）》写真EP*2009年
- 《郭書瑤首張同名專輯 Honey》2010年
  - タイトル曲「Honey」は、KARAの同名曲のカヴァーである。
- 《暖暖手（中国語版）》EP（&井柏然）2010年
- 《愛的告白》（シングル）2012年
- 《紅衣小女孩》（シングル）2015年
- 《I Belong To You》（シングル）2019年
- 《合拍》（シングル）2019年
- 《好想》（シングル）2020年